# The Wanted (album)
The Wanted è l'album di debutto della boy band The Wanted, pubblicato il 25 ottobre 2010 dalla Geffen Records. L'album ha debuttato alla quarta posizione nel Regno Unito ed all'undicesima in Irlanda.

## Tracce
1. All Time Low – 3:25
2. Heart Vacancy – 3:44
3. Lose My Mind – 3:50
4. Replace Your Heart – 4:07
5. Hi & Low – 3:41
6. Let's Get Ugly – 3:31
7. Say It on the Radio – 3:18
8. Golden – 2:56
9. Weakness – 3:56
10. Personal Soldier – 3:48
11. Behind Bars – 3:01
12. Made – 3:22
13. A Good Day for Love to Die – 3:32

Tracce bonus edizione iTunes
1. The Way I Feel – 3:26

Tracce bonus edizione TESCO
1. All Time Low (Digital Dog Club remix) – 6:04
2. Heart Vacancy (DJs from Mars remix) – 6:15
3. All Time Low (video) – 3:25
4. Heart Vacancy (video) – 3:44

## Singoli
- All Time Low (25 luglio 2010)
- Heart Vacancy (17 ottobre 2010)
- Lose My Mind (26 dicembre 2010)

## Classifiche
| Classifica (2010) | Posizione più alta |
| ----------------- | ------------------ |
| Europa            | 15                 |
| Irlanda           | 11                 |
| Scozia            | 4                  |
| Regno Unito       | 4                  |